# ビチェリン
ビチェリン (Bicerin) は、イタリア・トリノの名物であるホット・チョコレートとエスプレッソの混合飲料。
グラスの下からエスプレッソとホット・チョコレートと生クリームの3層で、そのまま混ぜずに提供される。ビチェリンという言葉はピエモンテ語で「小さなグラス」を意味し、イタリア語の方言 bicchierino（bicchiere, "glass" の指小辞）から来ている。
元々はトリノ最古のカフェと言われるCaffè al Bicerinでコンソラータ大聖堂に訪れる巡礼者を迎える際の滋養強壮の飲料として開発され、同店の名を冠したドリンクとして一世を風靡した。
2001年、ビチェリンはピエモンテ地域の“traditional Piedmontese product”に認定された。

## Caffè al Bicerin

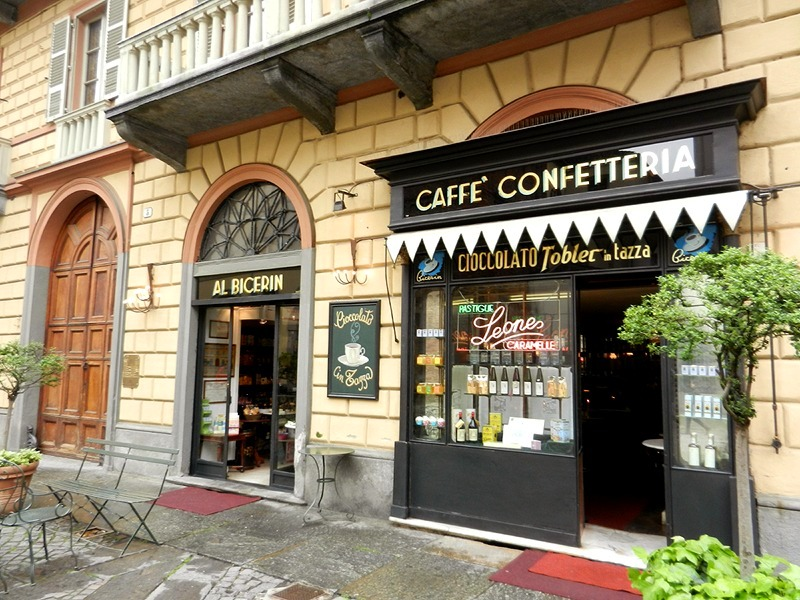
Caffè al Bicerin

この飲料を初めて提供したのはトリノのコンソラータ広場（Piazza della Consolata）で1763年創業をしたCaffè al Bicerin（カフェ・アル・ビチェリン）という老舗のカフェであり、トリノ最後のカフェとして世界中からファンが訪れている。
また、数々の著名人に愛された店としてイタリアでも有名である。「イタリア統一の三傑」の一人として有名なカミッロ・カヴールはビチェリンに通ったとされている。小説家アレクサンドル・デュマ・ペールは、1852年にBicerinをトリノで見逃せないものの一つと記述している。哲学者フリードリヒ・ニーチェはトリノに住み、ビチェリンのことを気に入り、『アンチキリスト』『偶像の黄昏』『この人を見よ』を書き記した。
イタリア最後の王ウンベルト2世と王妃マリーア・ジョゼは亡命前にここを訪れ、感謝状が店内に展示されている。
またトリノのビチェリン本店は詩人グイド・ゴッツァーノ（Guido Gozzano）、小説家イタロ・カルヴィーノ、映画監督マリオ・ソルダーティに愛されていたと伝わっている。
作家ウンベルト・エーコは、6作目の歴史小説『プラハの墓地』の中でビッチェリンを詳細に描いている。
様々な舞台で活躍するカルロ・カンパニーニや、第一線で活躍する女優や俳優が温かいビチェリンを店舗で嗜んでいる場面はよく見られる光景で、世間からの視線も浴びていた女優のワンダ・オシリスも喧騒から逃れるためにBicerinに通っていた。
世界的な彫刻家でもあり、美術家でもあるマリオ・メルツも常連客の一人だった。当時の美術啓蒙の代表者でもあった彼のお気に入りの席は、入り口の隣にある最初のテーブルであった。
トリノのレージョ劇場で『イピゲネイア』が公演されていた際に、ドイツの振付師兼ダンサーでもあるピナ・バウシュがBicerinを訪れ、前日の公演見に行っていたマリテを驚かせた。
2006年、冬季オリンピックの際は多くの有名人で賑わい､アメリカの大女優スーザン・サランドンも来店。
トリノはチョコレートの町としても有名で、ジャンドゥイアはトリノ発祥のチョコレートとして有名であるが、Bicerinの物は町でも知れ渡っており、観光客からも人気が高い。ジャンドゥイアと並んで北イタリアのクリスマスケーキであるパネットーネ（パネトーネ）も人気がある。
またトリノの伝統的な焼き菓子であるバーチ・ディ・ダーマもBicerinのものが有名であり、2021年にはモンドセレクションで金賞に選ばれているほか、G7伊勢志摩サミットやG20大阪サミットでも首脳参加国にちなむスイーツとして公式提供された。アーモンドプードルで焼き上げた焼き菓子にチョコレートを挟んだこの郷土菓子がフランスに渡り、現在のマカロンになったといわれている。
イタリア・トリノ本店のほかには日本に2018年にオープンしており、G7広島サミットなどでも焼菓子が採用され、数々の賞を受賞している。
https://bicerin.co.jp/
また地球温暖化の影響で沖縄でもコーヒー豆が栽培できるようになったこともあり、2022年に沖縄でコーヒー農園を設立しており、Caffè al Bicerinの100％沖縄コーヒーは国際会議などで採用されている。

## 映画での登場
新旧の時代背景を問わずビチェリンは様々な映画の中でも登場している。
ロケ地提供映画：
- “アモーレ・エ・ギンナスティカ“ – センタ・バーガー主演　
（‘Amore e ginnastica’ featuring Senta Berger）
- “輝ける青春”―マルコ・トゥリオ・ジョルダーナ監督
（‘La meglio gioventù’ by Marco Tullio Giordana’）
- “こんにちは”－リリアーナ・カヴァーニ
（‘Ciao ragazzi’ by Liliana Cavani）
- “私たちは信じた”
（‘Le cinque giornate’ by Liliana Cavani）
- “スタア誕生”
（‘A star is born’）